# 1863 en sport
Cet article présente les faits marquants de l'année 1863 en sport.

## Alpinisme
- Fondation des Clubs Alpins Suisse et Italien[1].

## Aviron
- 28 mars : The Boat Race entre les équipes universitaires d'Oxford et de Cambridge. Oxford s'impose[2].

## Baseball
- Les Eckford of Brooklyn remportent le 7e championnat de baseball de la NABBP avec 10 victoires et aucune défaite[3].

## Boxe
- 5 mai : Joe Coburn bat Mike McCoole après 67 rounds et est maintenant largement reconnu comme le Champion américain[4].
- 10 décembre : Tom King bat John C. Heenan dans le 24e round et conserve le titre de Champion anglais[5]. C'est le dernier combat d'Heenan[6].

## Cricket
- 8 janvier : fondation du club de Yorkshire County Cricket Club, basé à Leeds.
- 12 août : le club de Hampshire County Cricket Club est créé.
- Fondation à Paris du Paris Cricket Club[7].

## Football
- 26 octobre : fondation de la Football Association à la Freemason's Tavern de Londres[8]. La fonction principale de la FA à ses débuts sera d’unifier les règlements afin d’imposer à tous la même règle[9].

## Golf
- 18 septembre : Willie Park, Sr. remporte l'Open britannique à Prestwick[10].

## Joutes nautiques
- Août : Martin, dit lou Gauche, remporte le Grand Prix de la Saint-Louis à Sète[11].

## Sport hippique
- Angleterre : Macaroni gagne le Derby d'Epsom[12].
- Angleterre : Emblem gagne le Grand National[13].
- France : La Toucques gagne le Prix du Jockey Club[14].
- France : La Toucques gagne le Prix de Diane[15].
- France, le 31 mai : The Ranger gagne la première édition du Grand Prix de Paris[16].
- Australie : Banker gagne la Melbourne Cup[17].
- 29 mars : inauguration de l'Hippodrome de Vincennes[18].

## Naissances
| - 1er janvier : Pierre de Coubertin, historien et pédagogue français. Rénovateur des Jeux olympiques de l'ère moderne. († 2 septembre 1937). - 3 janvier : George Lindsay, joueur de rugby à XV écossais. († 5 avril 1905). - 26 janvier : Charles Wade, joueur de rugby à XV puis homme politique australien. († 26 septembre 1922). - 14 février : Herby Arthur, footballeur anglais. († 27 novembre 1930). - 5 mars : Patrick Bowes-Lyon, joueur de tennis britannique. († 5 octobre 1946). - 6 mars : Mikkjel Hemmestveit, skieur de nordique américano-norvégien. († 22 avril 1957). - 9 mars : Georges Richard, pilote de courses automobile et industriel français. Pionnier de l'industrie automobile, cofondateur de la marque Richard-Brasier. († 16 juin 1922). - 11 mars : Andrew Stoddart, joueur de rugby à XV anglais. († 4 avril 1915). - 18 mars : Edgar Syers, patineur artistique en couple et en individuel britannique. († 16 février 1946). - 28 mars : Ernest Archdeacon, pilote automobile et d'avion puis avocat français. († 3 janvier 1950). - 2 avril : Mabel Cahill, joueuse de tennis américaine. († 1er janvier 1905). - 8 mai : Charles Taylor, joueur de rugby à XV gallois. († 24 janvier 1915). - 18 mai : Matt McQueen, footballeur écossais. († 28 septembre 1944). - 26 mai : Bob Fitzsimmons, boxeur britannique. († 22 octobre 1917). - 19 juin : John Goodall, footballeur puis entraîneur et joueur de cricket anglais. († 20 mai 1942). - ? juin : George Bowen, joueur de rugby à XV gallois. († 13 janvier 1919). - 1er juillet : Bob Gould, joueur de rugby à XV gallois. († 29 décembre 1931). - 21 juillet : Charles Aubrey Smith, joueur de cricket puis acteur anglais. († 20 décembre 1948). |  | - 31 août : Billy Crone, footballeur nord-irlandais. († 8 novembre 1944). - 15 septembre : Alexandre Panchine, patineur de vitesse et artistique russe. († 4 novembre 1904). - 20 septembre : Andrew Amos, footballeur anglais. († 2 octobre 1931). - 30 septembre : Percy Walters, footballeur anglais. († 6 octobre 1936). - 11 octobre : Lucien Lesna, cycliste sur route et sur piste puis aviateur français. († 11 juillet 1932). - 24 octobre : Auguste Doriot, pilote de courses automobile français devenu constructeur automobile. († 1er janvier 1955). - 3 novembre : - Blanche Bingley, joueuse de tennis britannique. († 6 août 1946). - Torpedo Billy Murphy, boxeur néo-zélandais. († 26 juillet 1939). - 7 novembre : Rowley Thomas, joueur de rugby à XV gallois. († 21 janvier 1949). - 18 novembre : Deacon McGuire, joueur et dirigeant de baseball américain. († 31 octobre 1939). - 16 décembre : Fred Dewhurst, footballeur anglais. († 21 avril 1895). |

## Décès
- 30 juin : Tom Paddock, boxeur anglais. (° ? 1822).